# Portada/efemèride agost 10
Fèlix Amat de Palou
« 9 d'agost · 10 d'agost · 11 d'agost »